# Nyssa Bridge
Nyssa Bridge ist eine Straßenbrücke über den Snake River.

## Lage
Die Brücke liegt östlich der Stadt Nyssa in Oregon und verbindet die beiden US-Bundesstaaten Oregon und Idaho miteinander, deren Grenze in diesem Abschnitt durch den Snake River verläuft. Über die Brücke verläuft der U.S. Highway 26.
Die nächstgelegenen größeren Straßenbrücken über den Snake River sind die etwa 15 km flussabwärts bei Ontario gelegenen Brücken der Interstate 84 und des U.S. Highway 30 und die etwa 20 km flussaufwärts gelegene Brücke des State Highway OR 452.

## Geschichte
Einige Kilometer südlich der heutigen Brücke gab es im 19. Jahrhundert bei dem alten Fort Boise zunächst eine Furt, später auch eine Fährverbindung, mit deren Hilfe die Siedler, die entlang dem Oregon Trail nach Westen zogen, den Snake River überqueren konnten. Um 1900 wurde an der Stelle der heutigen Brücke eine erste Brücke als Fachwerkbrücke errichtet. 1957 wurde sie abgerissen und durch eine Balkenbrücke ersetzt.
Im März 2003 war die Brücke eine Woche für Restaurierungsarbeiten gesperrt. Danach wurde sie mit Geschwindigkeits- und Gewichtsbeschränkungen wiedereröffnet, weitere Restaurierungsarbeiten folgten bei laufendem Verkehr.